# Hıdır, Tuşba
Hıdırköy là một xã thuộc huyện Tuşba, tỉnh Van, Thổ Nhĩ Kỳ. Dân số thời điểm năm 2011 là 618 người.